# Paris-Nice 2020
Paris-Nice 2020 var den 78. udgave af cykelløbet Paris-Nice. Det franske etapeløb var det femte arrangement på UCI's World Tour-kalender i 2020 og blev arrangeret mellem 8. og 14. marts 2020.
På grund af udbruddet af coronavirus trak flere af WorldTour-holdene sig, og arrangøren inviterede derfor også Circus-Wanty Gobert og B&B Hotels-Vital Concept. Derudover blev antallet af ryttere på hvert hold sat fra syv til otte.
Den sidste etape blev aflyst.
Den samlede vinder af løbet blev tyske Maximilian Schachmann fra Bora-Hansgrohe.

## Hold og ryttere
| UCI WorldTeams (12)- AG2R La Mondiale - Bahrain McLaren - Bora-Hansgrohe - Cofidis - Deceuninck-Quick Step - EF Pro Cycling - Groupama-FDJ - Israel Start-Up Nation - Lotto Soudal - NTT Pro Cycling - Team Sunweb - Trek-Segafredo UCI ProTeams (5)- Total Direct Énergie - Arkéa-Samsic - Nippo Delko One Provence - B&B Hotels-Vital Concept p/b KTM - Circus-Wanty Gobert |
| |

### Danske ryttere
- Kasper Asgreen kørte for Deceuninck-Quick Step
- Michael Mørkøv kørte for Deceuninck-Quick Step
- Michael Valgren kørte for NTT Pro Cycling
- Mads Pedersen kørte for Trek-Segafredo
- Søren Kragh Andersen kørte for Team Sunweb
- Mads Würtz Schmidt kørte for Israel Start-Up Nation

## Etaperne
| Etape    | Dato     | Start – Mål                                 | type              | Afstand (km) | Etapevinder           | Førende rytter        |
| -------- | -------- | ------------------------------------------- | ----------------- | ------------ | --------------------- | --------------------- |
| 1. etape | 8. mar.  | Plaisir – Plaisir                           | kuperet etape     | 154          | Maximilian Schachmann | Maximilian Schachmann |
| 2. etape | 9. mar.  | Chevreuse – Châlette-sur-Loing              | flad etape        | 166,5        | Giacomo Nizzolo       | Maximilian Schachmann |
| 3. etape | 10. mar. | Châlette-sur-Loing – La Châtre              | flad etape        | 212,5        | Iván García Cortina   | Maximilian Schachmann |
| 4. etape | 11. mar. | Saint-Amand-Montrond – Saint-Amand-Montrond | enkeltstart       | 15,1         | Søren Kragh Andersen  | Maximilian Schachmann |
| 5. etape | 12. mar. | Gannat – La Côte-Saint-André                | flad etape        | 227          | Niccolò Bonifazio     | Maximilian Schachmann |
| 6. etape | 13. mar. | Sorgues – Apt                               | middel bjergetape | 160,5        | Tiesj Benoot          | Maximilian Schachmann |
| 7. etape | 14. mar. | Nice – Valdeblore                           | bjergetape        | 166,5        | Nairo Quintana        | Maximilian Schachmann |
| 8. etape | 15. mar. | Nice – Nice                                 | bjergetape        | 113,5        | aflysning af etapen   | aflysning af etapen   |

### 1. etape
| Plaisir - Plaisir | kuperet etape | (154 km) |

| \| Etaperesultat \| Etaperesultat \| Etaperesultat \| Etaperesultat \| Etaperesultat \| \| Rytter \| Rytter \| Hold \| Tid \| \| \| ------------- \| --------------------- \| ---------------------- \| ------------- \| ------------- \| \| 1. \| Maximilian Schachmann \| Bora-Hansgrohe \| 3t 32' 19" \| \| \| 2. \| Dylan Teuns \| Bahrain McLaren \| + 0" \| \| \| 3. \| Tiesj Benoot \| Team Sunweb \| + 0" \| \| \| 4. \| Julian Alaphilippe \| Deceuninck-Quick Step \| + 3" \| \| \| 5. \| Cees Bol \| Team Sunweb \| + 15" \| \| \| 6. \| Nils Politt \| Israel Start-Up Nation \| + 15" \| \| \| 7. \| Giacomo Nizzolo \| NTT Pro Cycling \| + 15" \| \| \| 8. \| Sergio Higuita \| EF Pro Cycling \| + 15" \| \| \| 9. \| Felix Großschartner \| Bora-Hansgrohe \| + 15" \| \| \| 10. \| Yves Lampaert \| Deceuninck-Quick Step \| + 15" \| \| |                       |                        |            |
| |                       |                        |            |
| Kilde: ProCyclingStats |                       |                        |            |
| Etaperesultat |                       |                        |            |
| Rytter | Rytter                | Hold                   | Tid        |
| 1. | Maximilian Schachmann | Bora-Hansgrohe         | 3t 32' 19" |
| 2. | Dylan Teuns           | Bahrain McLaren        | + 0"       |
| 3. | Tiesj Benoot          | Team Sunweb            | + 0"       |
| 4. | Julian Alaphilippe    | Deceuninck-Quick Step  | + 3"       |
| 5. | Cees Bol              | Team Sunweb            | + 15"      |
| 6. | Nils Politt           | Israel Start-Up Nation | + 15"      |
| 7. | Giacomo Nizzolo       | NTT Pro Cycling        | + 15"      |
| 8. | Sergio Higuita        | EF Pro Cycling         | + 15"      |
| 9. | Felix Großschartner   | Bora-Hansgrohe         | + 15"      |
| 10. | Yves Lampaert         | Deceuninck-Quick Step  | + 15"      |

| \| Samlede stilling \| Samlede stilling \| Samlede stilling \| Samlede stilling \| Samlede stilling \| \| Rytter \| Rytter \| Hold \| Tid \| \| \| ---------------- \| --------------------- \| ---------------------- \| ---------------- \| ---------------- \| \| 1. \| Maximilian Schachmann \| Bora-Hansgrohe \| 3t 32' 09" \| \| \| 2. \| Tiesj Benoot \| Team Sunweb \| + 2" \| \| \| 3. \| Dylan Teuns \| Bahrain McLaren \| + 4" \| \| \| 4. \| Julian Alaphilippe \| Deceuninck-Quick Step \| + 7" \| \| \| 5. \| Pello Bilbao \| Bahrain McLaren \| + 24" \| \| \| 6. \| Rudy Molard \| Groupama-FDJ \| + 24" \| \| \| 7. \| Cees Bol \| Team Sunweb \| + 25" \| \| \| 8. \| Nils Politt \| Israel Start-Up Nation \| + 25" \| \| \| 9. \| Giacomo Nizzolo \| NTT Pro Cycling \| + 25" \| \| \| 10. \| Sergio Higuita \| EF Pro Cycling \| + 25" \| \| |                       |                        |            |
| |                       |                        |            |
| Kilde: ProCyclingStats |                       |                        |            |
| Samlede stilling |                       |                        |            |
| Rytter | Rytter                | Hold                   | Tid        |
| 1. | Maximilian Schachmann | Bora-Hansgrohe         | 3t 32' 09" |
| 2. | Tiesj Benoot          | Team Sunweb            | + 2"       |
| 3. | Dylan Teuns           | Bahrain McLaren        | + 4"       |
| 4. | Julian Alaphilippe    | Deceuninck-Quick Step  | + 7"       |
| 5. | Pello Bilbao          | Bahrain McLaren        | + 24"      |
| 6. | Rudy Molard           | Groupama-FDJ           | + 24"      |
| 7. | Cees Bol              | Team Sunweb            | + 25"      |
| 8. | Nils Politt           | Israel Start-Up Nation | + 25"      |
| 9. | Giacomo Nizzolo       | NTT Pro Cycling        | + 25"      |
| 10. | Sergio Higuita        | EF Pro Cycling         | + 25"      |

### 2. etape
| Chevreuse - Châlette-sur-Loing | flad etape | (166,5 km) |

| \| Etaperesultat \| Etaperesultat \| Etaperesultat \| Etaperesultat \| Etaperesultat \| \| Rytter \| Rytter \| Hold \| Tid \| \| \| ------------- \| --------------------- \| ---------------------- \| ------------- \| ------------- \| \| 1. \| Giacomo Nizzolo \| NTT Pro Cycling \| 3t 49' 57" \| \| \| 2. \| Pascal Ackermann \| Bora-Hansgrohe \| + 0" \| \| \| 3. \| Jasper Stuyven \| Trek-Segafredo \| + 0" \| \| \| 4. \| Nils Politt \| Israel Start-Up Nation \| + 0" \| \| \| 5. \| Sergio Higuita \| EF Pro Cycling \| + 0" \| \| \| 6. \| Mads Würtz Schmidt \| Israel Start-Up Nation \| + 0" \| \| \| 7. \| Vincenzo Nibali \| Trek-Segafredo \| + 3" \| \| \| 8. \| Maximilian Schachmann \| Bora-Hansgrohe \| + 3" \| \| \| 9. \| Felix Großschartner \| Bora-Hansgrohe \| + 3" \| \| \| 10. \| Krists Neilands \| Israel Start-Up Nation \| + 3" \| \| |                       |                        |            |
| |                       |                        |            |
| Kilde: ProCyclingStats |                       |                        |            |
| Etaperesultat |                       |                        |            |
| Rytter | Rytter                | Hold                   | Tid        |
| 1. | Giacomo Nizzolo       | NTT Pro Cycling        | 3t 49' 57" |
| 2. | Pascal Ackermann      | Bora-Hansgrohe         | + 0"       |
| 3. | Jasper Stuyven        | Trek-Segafredo         | + 0"       |
| 4. | Nils Politt           | Israel Start-Up Nation | + 0"       |
| 5. | Sergio Higuita        | EF Pro Cycling         | + 0"       |
| 6. | Mads Würtz Schmidt    | Israel Start-Up Nation | + 0"       |
| 7. | Vincenzo Nibali       | Trek-Segafredo         | + 3"       |
| 8. | Maximilian Schachmann | Bora-Hansgrohe         | + 3"       |
| 9. | Felix Großschartner   | Bora-Hansgrohe         | + 3"       |
| 10. | Krists Neilands       | Israel Start-Up Nation | + 3"       |

| \| Samlede stilling \| Samlede stilling \| Samlede stilling \| Samlede stilling \| Samlede stilling \| \| Rytter \| Rytter \| Hold \| Tid \| \| \| ---------------- \| --------------------- \| ---------------------- \| ---------------- \| ---------------- \| \| 1. \| Maximilian Schachmann \| Bora-Hansgrohe \| 7t 22' 06" \| \| \| 2. \| Giacomo Nizzolo \| NTT Pro Cycling \| + 15" \| \| \| 3. \| Jasper Stuyven \| Trek-Segafredo \| + 21" \| \| \| 4. \| Sergio Higuita \| EF Pro Cycling \| + 23" \| \| \| 5. \| Nils Politt \| Israel Start-Up Nation \| + 25" \| \| \| 6. \| Mads Würtz Schmidt \| Israel Start-Up Nation \| + 25" \| \| \| 7. \| Felix Großschartner \| Bora-Hansgrohe \| + 28" \| \| \| 8. \| Krists Neilands \| Israel Start-Up Nation \| + 28" \| \| \| 9. \| Vincenzo Nibali \| Trek-Segafredo \| + 28" \| \| \| 10. \| Tiesj Benoot \| Team Sunweb \| + 38" \| \| |                       |                        |            |
| |                       |                        |            |
| Kilde: ProCyclingStats |                       |                        |            |
| Samlede stilling |                       |                        |            |
| Rytter | Rytter                | Hold                   | Tid        |
| 1. | Maximilian Schachmann | Bora-Hansgrohe         | 7t 22' 06" |
| 2. | Giacomo Nizzolo       | NTT Pro Cycling        | + 15"      |
| 3. | Jasper Stuyven        | Trek-Segafredo         | + 21"      |
| 4. | Sergio Higuita        | EF Pro Cycling         | + 23"      |
| 5. | Nils Politt           | Israel Start-Up Nation | + 25"      |
| 6. | Mads Würtz Schmidt    | Israel Start-Up Nation | + 25"      |
| 7. | Felix Großschartner   | Bora-Hansgrohe         | + 28"      |
| 8. | Krists Neilands       | Israel Start-Up Nation | + 28"      |
| 9. | Vincenzo Nibali       | Trek-Segafredo         | + 28"      |
| 10. | Tiesj Benoot          | Team Sunweb            | + 38"      |

### 3. etape
| Châlette-sur-Loing - La Châtre | flad etape | (212,5 km) |

| \| Etaperesultat \| Etaperesultat \| Etaperesultat \| Etaperesultat \| Etaperesultat \| \| Rytter \| Rytter \| Hold \| Tid \| \| \| ------------- \| ------------------- \| ---------------------- \| ------------- \| ------------- \| \| 1. \| Iván García Cortina \| Bahrain McLaren \| 5t 49' 55" \| \| \| 2. \| Peter Sagan \| Bora-Hansgrohe \| + 0" \| \| \| 3. \| Andrea Pasqualon \| Circus-Wanty Gobert \| + 0" \| \| \| 4. \| Cees Bol \| Team Sunweb \| + 0" \| \| \| 5. \| Nacer Bouhanni \| Arkéa-Samsic \| + 0" \| \| \| 6. \| Rudy Barbier \| Israel Start-Up Nation \| + 0" \| \| \| 7. \| Anthony Turgis \| Total Direct Énergie \| + 0" \| \| \| 8. \| Giacomo Nizzolo \| NTT Pro Cycling \| + 0" \| \| \| 9. \| Mads Würtz Schmidt \| Israel Start-Up Nation \| + 0" \| \| \| 10. \| Oliver Naesen \| AG2R La Mondiale \| + 0" \| \| |                     |                        |            |
| |                     |                        |            |
| Kilde: ProCyclingStats |                     |                        |            |
| Etaperesultat |                     |                        |            |
| Rytter | Rytter              | Hold                   | Tid        |
| 1. | Iván García Cortina | Bahrain McLaren        | 5t 49' 55" |
| 2. | Peter Sagan         | Bora-Hansgrohe         | + 0"       |
| 3. | Andrea Pasqualon    | Circus-Wanty Gobert    | + 0"       |
| 4. | Cees Bol            | Team Sunweb            | + 0"       |
| 5. | Nacer Bouhanni      | Arkéa-Samsic           | + 0"       |
| 6. | Rudy Barbier        | Israel Start-Up Nation | + 0"       |
| 7. | Anthony Turgis      | Total Direct Énergie   | + 0"       |
| 8. | Giacomo Nizzolo     | NTT Pro Cycling        | + 0"       |
| 9. | Mads Würtz Schmidt  | Israel Start-Up Nation | + 0"       |
| 10. | Oliver Naesen       | AG2R La Mondiale       | + 0"       |

| \| Samlede stilling \| Samlede stilling \| Samlede stilling \| Samlede stilling \| Samlede stilling \| \| Rytter \| Rytter \| Hold \| Tid \| \| \| ---------------- \| --------------------- \| ---------------------- \| ---------------- \| ---------------- \| \| 1. \| Maximilian Schachmann \| Bora-Hansgrohe \| 13t 12' 01" \| \| \| 2. \| Giacomo Nizzolo \| NTT Pro Cycling \| + 13" \| \| \| 3. \| Jasper Stuyven \| Trek-Segafredo \| + 24" \| \| \| 4. \| Mads Würtz Schmidt \| Israel Start-Up Nation \| + 25" \| \| \| 5. \| Sergio Higuita \| EF Pro Cycling \| + 26" \| \| \| 6. \| Nils Politt \| Israel Start-Up Nation \| + 28" \| \| \| 7. \| Krists Neilands \| Israel Start-Up Nation \| + 28" \| \| \| 8. \| Felix Großschartner \| Bora-Hansgrohe \| + 31" \| \| \| 9. \| Vincenzo Nibali \| Trek-Segafredo \| + 31" \| \| \| 10. \| Peter Sagan \| Bora-Hansgrohe \| + 36" \| \| |                       |                        |             |
| |                       |                        |             |
| Kilde: ProCyclingStats |                       |                        |             |
| Samlede stilling |                       |                        |             |
| Rytter | Rytter                | Hold                   | Tid         |
| 1. | Maximilian Schachmann | Bora-Hansgrohe         | 13t 12' 01" |
| 2. | Giacomo Nizzolo       | NTT Pro Cycling        | + 13"       |
| 3. | Jasper Stuyven        | Trek-Segafredo         | + 24"       |
| 4. | Mads Würtz Schmidt    | Israel Start-Up Nation | + 25"       |
| 5. | Sergio Higuita        | EF Pro Cycling         | + 26"       |
| 6. | Nils Politt           | Israel Start-Up Nation | + 28"       |
| 7. | Krists Neilands       | Israel Start-Up Nation | + 28"       |
| 8. | Felix Großschartner   | Bora-Hansgrohe         | + 31"       |
| 9. | Vincenzo Nibali       | Trek-Segafredo         | + 31"       |
| 10. | Peter Sagan           | Bora-Hansgrohe         | + 36"       |

### 4. etape
| Saint-Amand-Montrond - Saint-Amand-Montrond | enkeltstart | (15,1 km) |

| \| Etaperesultat \| Etaperesultat \| Etaperesultat \| Etaperesultat \| Etaperesultat \| \| Rytter \| Rytter \| Hold \| Tid \| \| \| ------------- \| --------------------- \| --------------------- \| ------------- \| ------------- \| \| 1. \| Søren Kragh Andersen \| Team Sunweb \| 18' 51" \| \| \| 2. \| Maximilian Schachmann \| Bora-Hansgrohe \| + 6" \| \| \| 3. \| Kasper Asgreen \| Deceuninck-Quick Step \| + 12" \| \| \| 4. \| Thomas De Gendt \| Lotto-Soudal \| + 13" \| \| \| 5. \| Pello Bilbao \| Bahrain McLaren \| + 15" \| \| \| 6. \| Victor Campenaerts \| NTT Pro Cycling \| + 17" \| \| \| 7. \| Michael Matthews \| Team Sunweb \| + 18" \| \| \| 8. \| Stefan Küng \| Groupama-FDJ \| + 26" \| \| \| 9. \| Tobias Ludvigsson \| Groupama-FDJ \| + 27" \| \| \| 10. \| Lawson Craddock \| EF Pro Cycling \| + 29" \| \| |                       |                       |         |
| |                       |                       |         |
| Kilde: ProCyclingStats |                       |                       |         |
| Etaperesultat |                       |                       |         |
| Rytter | Rytter                | Hold                  | Tid     |
| 1. | Søren Kragh Andersen  | Team Sunweb           | 18' 51" |
| 2. | Maximilian Schachmann | Bora-Hansgrohe        | + 6"    |
| 3. | Kasper Asgreen        | Deceuninck-Quick Step | + 12"   |
| 4. | Thomas De Gendt       | Lotto-Soudal          | + 13"   |
| 5. | Pello Bilbao          | Bahrain McLaren       | + 15"   |
| 6. | Victor Campenaerts    | NTT Pro Cycling       | + 17"   |
| 7. | Michael Matthews      | Team Sunweb           | + 18"   |
| 8. | Stefan Küng           | Groupama-FDJ          | + 26"   |
| 9. | Tobias Ludvigsson     | Groupama-FDJ          | + 27"   |
| 10. | Lawson Craddock       | EF Pro Cycling        | + 29"   |

| \| Samlede stilling \| Samlede stilling \| Samlede stilling \| Samlede stilling \| Samlede stilling \| \| Rytter \| Rytter \| Hold \| Tid \| \| \| ---------------- \| --------------------- \| ---------------------- \| ---------------- \| ---------------- \| \| 1. \| Maximilian Schachmann \| Bora-Hansgrohe \| 13t 30' 58" \| \| \| 2. \| Søren Kragh Andersen \| Team Sunweb \| + 58" \| \| \| 3. \| Felix Großschartner \| Bora-Hansgrohe \| + 1' 01" \| \| \| 4. \| Nils Politt \| Israel Start-Up Nation \| + 1' 05" \| \| \| 5. \| Sergio Higuita \| EF Pro Cycling \| + 1' 06" \| \| \| 6. \| Dylan Teuns \| Bahrain McLaren \| + 1' 10" \| \| \| 7. \| Tiesj Benoot \| Team Sunweb \| + 1' 11" \| \| \| 8. \| Mads Würtz Schmidt \| Israel Start-Up Nation \| + 1' 11" \| \| \| 9. \| Giacomo Nizzolo \| NTT Pro Cycling \| + 1' 15" \| \| \| 10. \| Michael Matthews \| Team Sunweb \| + 1' 16" \| \| |                       |                        |             |
| |                       |                        |             |
| Kilde: ProCyclingStats |                       |                        |             |
| Samlede stilling |                       |                        |             |
| Rytter | Rytter                | Hold                   | Tid         |
| 1. | Maximilian Schachmann | Bora-Hansgrohe         | 13t 30' 58" |
| 2. | Søren Kragh Andersen  | Team Sunweb            | + 58"       |
| 3. | Felix Großschartner   | Bora-Hansgrohe         | + 1' 01"    |
| 4. | Nils Politt           | Israel Start-Up Nation | + 1' 05"    |
| 5. | Sergio Higuita        | EF Pro Cycling         | + 1' 06"    |
| 6. | Dylan Teuns           | Bahrain McLaren        | + 1' 10"    |
| 7. | Tiesj Benoot          | Team Sunweb            | + 1' 11"    |
| 8. | Mads Würtz Schmidt    | Israel Start-Up Nation | + 1' 11"    |
| 9. | Giacomo Nizzolo       | NTT Pro Cycling        | + 1' 15"    |
| 10. | Michael Matthews      | Team Sunweb            | + 1' 16"    |

### 5. etape
| Gannat - La Côte-Saint-André | flad etape | (227 km) |

| \| Etaperesultat \| Etaperesultat \| Etaperesultat \| Etaperesultat \| Etaperesultat \| \| Rytter \| Rytter \| Hold \| Tid \| \| \| ------------- \| ------------------- \| -------------------------------- \| ------------- \| ------------- \| \| 1. \| Niccolò Bonifazio \| Total Direct Énergie \| 5t 18' 02" \| \| \| 2. \| Iván García Cortina \| Bahrain McLaren \| + 0" \| \| \| 3. \| Peter Sagan \| Bora-Hansgrohe \| + 0" \| \| \| 4. \| Nacer Bouhanni \| Arkéa-Samsic \| + 0" \| \| \| 5. \| Hugo Hofstetter \| Israel Start-Up Nation \| + 0" \| \| \| 6. \| Andrea Pasqualon \| Circus-Wanty Gobert \| + 0" \| \| \| 7. \| John Degenkolb \| Lotto-Soudal \| + 0" \| \| \| 8. \| Elia Viviani \| Cofidis \| + 0" \| \| \| 9. \| Bryan Coquard \| B&B Hotels-Vital Concept p/b KTM \| + 0" \| \| \| 10. \| Marc Sarreau \| Groupama-FDJ \| + 0" \| \| |                     |                                  |            |
| |                     |                                  |            |
| Kilde: ProCyclingStats |                     |                                  |            |
| Etaperesultat |                     |                                  |            |
| Rytter | Rytter              | Hold                             | Tid        |
| 1. | Niccolò Bonifazio   | Total Direct Énergie             | 5t 18' 02" |
| 2. | Iván García Cortina | Bahrain McLaren                  | + 0"       |
| 3. | Peter Sagan         | Bora-Hansgrohe                   | + 0"       |
| 4. | Nacer Bouhanni      | Arkéa-Samsic                     | + 0"       |
| 5. | Hugo Hofstetter     | Israel Start-Up Nation           | + 0"       |
| 6. | Andrea Pasqualon    | Circus-Wanty Gobert              | + 0"       |
| 7. | John Degenkolb      | Lotto-Soudal                     | + 0"       |
| 8. | Elia Viviani        | Cofidis                          | + 0"       |
| 9. | Bryan Coquard       | B&B Hotels-Vital Concept p/b KTM | + 0"       |
| 10. | Marc Sarreau        | Groupama-FDJ                     | + 0"       |

| \| Samlede stilling \| Samlede stilling \| Samlede stilling \| Samlede stilling \| Samlede stilling \| \| Rytter \| Rytter \| Hold \| Tid \| \| \| ---------------- \| --------------------- \| ---------------------- \| ---------------- \| ---------------- \| \| 1. \| Maximilian Schachmann \| Bora-Hansgrohe \| 18t 49' 00" \| \| \| 2. \| Søren Kragh Andersen \| Team Sunweb \| + 58" \| \| \| 3. \| Felix Großschartner \| Bora-Hansgrohe \| + 1' 01" \| \| \| 4. \| Nils Politt \| Israel Start-Up Nation \| + 1' 05" \| \| \| 5. \| Sergio Higuita \| EF Pro Cycling \| + 1' 06" \| \| \| 6. \| Dylan Teuns \| Bahrain McLaren \| + 1' 09" \| \| \| 7. \| Tiesj Benoot \| Team Sunweb \| + 1' 11" \| \| \| 8. \| Mads Würtz Schmidt \| Israel Start-Up Nation \| + 1' 11" \| \| \| 9. \| Giacomo Nizzolo \| NTT Pro Cycling \| + 1' 15" \| \| \| 10. \| Michael Matthews \| Team Sunweb \| + 1' 16" \| \| |                       |                        |             |
| |                       |                        |             |
| Kilde: ProCyclingStats |                       |                        |             |
| Samlede stilling |                       |                        |             |
| Rytter | Rytter                | Hold                   | Tid         |
| 1. | Maximilian Schachmann | Bora-Hansgrohe         | 18t 49' 00" |
| 2. | Søren Kragh Andersen  | Team Sunweb            | + 58"       |
| 3. | Felix Großschartner   | Bora-Hansgrohe         | + 1' 01"    |
| 4. | Nils Politt           | Israel Start-Up Nation | + 1' 05"    |
| 5. | Sergio Higuita        | EF Pro Cycling         | + 1' 06"    |
| 6. | Dylan Teuns           | Bahrain McLaren        | + 1' 09"    |
| 7. | Tiesj Benoot          | Team Sunweb            | + 1' 11"    |
| 8. | Mads Würtz Schmidt    | Israel Start-Up Nation | + 1' 11"    |
| 9. | Giacomo Nizzolo       | NTT Pro Cycling        | + 1' 15"    |
| 10. | Michael Matthews      | Team Sunweb            | + 1' 16"    |

### 6. etape
| Sorgues - Apt | middel bjergetape | (160,5 km) |

| \| Etaperesultat \| Etaperesultat \| Etaperesultat \| Etaperesultat \| Etaperesultat \| \| Rytter \| Rytter \| Hold \| Tid \| \| \| ------------- \| ------------------ \| --------------------- \| ------------- \| ------------- \| \| 1. \| Tiesj Benoot \| Team Sunweb \| 3t 57' 02" \| \| \| 2. \| Michael Matthews \| Team Sunweb \| + 22" \| \| \| 3. \| Sergio Higuita \| EF Pro Cycling \| + 22" \| \| \| 4. \| Bob Jungels \| Deceuninck-Quick Step \| + 22" \| \| \| 5. \| Julian Alaphilippe \| Deceuninck-Quick Step \| + 22" \| \| \| 6. \| Vincenzo Nibali \| Trek-Segafredo \| + 22" \| \| \| 7. \| Thibaut Pinot \| Groupama-FDJ \| + 22" \| \| \| 8. \| Guillaume Martin \| Cofidis \| + 22" \| \| \| 9. \| Rudy Molard \| Groupama-FDJ \| + 22" \| \| \| 10. \| Nairo Quintana \| Arkéa-Samsic \| + 22" \| \| |                    |                       |            |
| |                    |                       |            |
| Kilde: ProCyclingStats |                    |                       |            |
| Etaperesultat |                    |                       |            |
| Rytter | Rytter             | Hold                  | Tid        |
| 1. | Tiesj Benoot       | Team Sunweb           | 3t 57' 02" |
| 2. | Michael Matthews   | Team Sunweb           | + 22"      |
| 3. | Sergio Higuita     | EF Pro Cycling        | + 22"      |
| 4. | Bob Jungels        | Deceuninck-Quick Step | + 22"      |
| 5. | Julian Alaphilippe | Deceuninck-Quick Step | + 22"      |
| 6. | Vincenzo Nibali    | Trek-Segafredo        | + 22"      |
| 7. | Thibaut Pinot      | Groupama-FDJ          | + 22"      |
| 8. | Guillaume Martin   | Cofidis               | + 22"      |
| 9. | Rudy Molard        | Groupama-FDJ          | + 22"      |
| 10. | Nairo Quintana     | Arkéa-Samsic          | + 22"      |

| \| Samlede stilling \| Samlede stilling \| Samlede stilling \| Samlede stilling \| Samlede stilling \| \| Rytter \| Rytter \| Hold \| Tid \| \| \| ---------------- \| --------------------- \| --------------------- \| ---------------- \| ---------------- \| \| 1. \| Maximilian Schachmann \| Bora-Hansgrohe \| 22t 46' 24" \| \| \| 2. \| Tiesj Benoot \| Team Sunweb \| + 36" \| \| \| 3. \| Sergio Higuita \| EF Pro Cycling \| + 1' 06" \| \| \| 4. \| Felix Großschartner \| Bora-Hansgrohe \| + 1' 06" \| \| \| 5. \| Michael Matthews \| Team Sunweb \| + 1' 10" \| \| \| 6. \| Vincenzo Nibali \| Trek-Segafredo \| + 1' 18" \| \| \| 7. \| Rudy Molard \| Groupama-FDJ \| + 1' 29" \| \| \| 8. \| Thibaut Pinot \| Groupama-FDJ \| + 1' 30" \| \| \| 9. \| Tanel Kangert \| EF Pro Cycling \| + 1' 52" \| \| \| 10. \| Julian Alaphilippe \| Deceuninck-Quick Step \| + 2' 04" \| \| |                       |                       |             |
| |                       |                       |             |
| Kilde: ProCyclingStats |                       |                       |             |
| Samlede stilling |                       |                       |             |
| Rytter | Rytter                | Hold                  | Tid         |
| 1. | Maximilian Schachmann | Bora-Hansgrohe        | 22t 46' 24" |
| 2. | Tiesj Benoot          | Team Sunweb           | + 36"       |
| 3. | Sergio Higuita        | EF Pro Cycling        | + 1' 06"    |
| 4. | Felix Großschartner   | Bora-Hansgrohe        | + 1' 06"    |
| 5. | Michael Matthews      | Team Sunweb           | + 1' 10"    |
| 6. | Vincenzo Nibali       | Trek-Segafredo        | + 1' 18"    |
| 7. | Rudy Molard           | Groupama-FDJ          | + 1' 29"    |
| 8. | Thibaut Pinot         | Groupama-FDJ          | + 1' 30"    |
| 9. | Tanel Kangert         | EF Pro Cycling        | + 1' 52"    |
| 10. | Julian Alaphilippe    | Deceuninck-Quick Step | + 2' 04"    |

### 7. etape
| Nice - Valdeblore | bjergetape | (166,5 km) |

| \| Etaperesultat \| Etaperesultat \| Etaperesultat \| Etaperesultat \| Etaperesultat \| \| Rytter \| Rytter \| Hold \| Tid \| \| \| ------------- \| --------------------- \| ---------------- \| ------------- \| ------------- \| \| 1. \| Nairo Quintana \| Arkéa-Samsic \| 4t 27' 01" \| \| \| 2. \| Tiesj Benoot \| Team Sunweb \| + 46" \| \| \| 3. \| Thibaut Pinot \| Groupama-FDJ \| + 56" \| \| \| 4. \| Sergio Higuita \| EF Pro Cycling \| + 56" \| \| \| 5. \| Vincenzo Nibali \| Trek-Segafredo \| + 56" \| \| \| 6. \| Maximilian Schachmann \| Bora-Hansgrohe \| + 58" \| \| \| 7. \| Guillaume Martin \| Cofidis \| + 1' 19" \| \| \| 8. \| Tanel Kangert \| EF Pro Cycling \| + 1' 22" \| \| \| 9. \| Romain Bardet \| AG2R La Mondiale \| + 1' 32" \| \| \| 10. \| Rudy Molard \| Groupama-FDJ \| + 1' 32" \| \| |                       |                  |            |
| |                       |                  |            |
| Kilde: ProCyclingStats |                       |                  |            |
| Etaperesultat |                       |                  |            |
| Rytter | Rytter                | Hold             | Tid        |
| 1. | Nairo Quintana        | Arkéa-Samsic     | 4t 27' 01" |
| 2. | Tiesj Benoot          | Team Sunweb      | + 46"      |
| 3. | Thibaut Pinot         | Groupama-FDJ     | + 56"      |
| 4. | Sergio Higuita        | EF Pro Cycling   | + 56"      |
| 5. | Vincenzo Nibali       | Trek-Segafredo   | + 56"      |
| 6. | Maximilian Schachmann | Bora-Hansgrohe   | + 58"      |
| 7. | Guillaume Martin      | Cofidis          | + 1' 19"   |
| 8. | Tanel Kangert         | EF Pro Cycling   | + 1' 22"   |
| 9. | Romain Bardet         | AG2R La Mondiale | + 1' 32"   |
| 10. | Rudy Molard           | Groupama-FDJ     | + 1' 32"   |

### 8. etape
| Nice - Nice | bjergetape | (113,5 km) |

- Aflyst

## Resultater
| \| Samlede stilling \| Samlede stilling \| Samlede stilling \| Samlede stilling \| Samlede stilling \| \| Rytter \| Rytter \| Hold \| Tid \| \| \| ---------------- \| --------------------- \| ---------------- \| ---------------- \| ---------------- \| \| 1. \| Maximilian Schachmann \| Bora-Hansgrohe \| 27t 14' 23" \| \| \| 2. \| Tiesj Benoot \| Team Sunweb \| + 18" \| \| \| 3. \| Sergio Higuita \| EF Pro Cycling \| + 59" \| \| \| 4. \| Vincenzo Nibali \| Trek-Segafredo \| + 1' 16" \| \| \| 5. \| Thibaut Pinot \| Groupama-FDJ \| + 1' 24" \| \| \| 6. \| Nairo Quintana \| Arkéa-Samsic \| + 1' 30" \| \| \| 7. \| Rudy Molard \| Groupama-FDJ \| + 2' 03" \| \| \| 8. \| Tanel Kangert \| EF Pro Cycling \| + 2' 16" \| \| \| 9. \| Felix Großschartner \| Bora-Hansgrohe \| + 3' 39" \| \| \| 10. \| Søren Kragh Andersen \| Team Sunweb \| + 4' 36" \| \| |                       |                |             |
| |                       |                |             |
| Kilde: ProCyclingStats |                       |                |             |
| Samlede stilling |                       |                |             |
| Rytter | Rytter                | Hold           | Tid         |
| 1. | Maximilian Schachmann | Bora-Hansgrohe | 27t 14' 23" |
| 2. | Tiesj Benoot          | Team Sunweb    | + 18"       |
| 3. | Sergio Higuita        | EF Pro Cycling | + 59"       |
| 4. | Vincenzo Nibali       | Trek-Segafredo | + 1' 16"    |
| 5. | Thibaut Pinot         | Groupama-FDJ   | + 1' 24"    |
| 6. | Nairo Quintana        | Arkéa-Samsic   | + 1' 30"    |
| 7. | Rudy Molard           | Groupama-FDJ   | + 2' 03"    |
| 8. | Tanel Kangert         | EF Pro Cycling | + 2' 16"    |
| 9. | Felix Großschartner   | Bora-Hansgrohe | + 3' 39"    |
| 10. | Søren Kragh Andersen  | Team Sunweb    | + 4' 36"    |

| Samlede stilling | Samlede stilling      | Samlede stilling | Samlede stilling | Samlede stilling |
| Rytter           | Rytter                | Hold             | Tid              |                  |
| ---------------- | --------------------- | ---------------- | ---------------- | ---------------- |
| 1.               | Maximilian Schachmann | Bora-Hansgrohe   | 27t 14' 23"      |                  |
| 2.               | Tiesj Benoot          | Team Sunweb      | + 18"            |                  |
| 3.               | Sergio Higuita        | EF Pro Cycling   | + 59"            |                  |
| 4.               | Vincenzo Nibali       | Trek-Segafredo   | + 1' 16"         |                  |
| 5.               | Thibaut Pinot         | Groupama-FDJ     | + 1' 24"         |                  |
| 6.               | Nairo Quintana        | Arkéa-Samsic     | + 1' 30"         |                  |
| 7.               | Rudy Molard           | Groupama-FDJ     | + 2' 03"         |                  |
| 8.               | Tanel Kangert         | EF Pro Cycling   | + 2' 16"         |                  |
| 9.               | Felix Großschartner   | Bora-Hansgrohe   | + 3' 39"         |                  |
| 10.              | Søren Kragh Andersen  | Team Sunweb      | + 4' 36"         |                  |

| Pointkonkurrence | Pointkonkurrence      | Pointkonkurrence      | Pointkonkurrence | Pointkonkurrence |
| Rytter           | Rytter                | Hold                  | Point            |                  |
| ---------------- | --------------------- | --------------------- | ---------------- | ---------------- |
| 1.               | Tiesj Benoot          | Team Sunweb           | 43 point         |                  |
| 2.               | Maximilian Schachmann | Bora-Hansgrohe        | 38 point         |                  |
| 3.               | Sergio Higuita        | EF Pro Cycling        | 28 point         |                  |
| 4.               | Julian Alaphilippe    | Deceuninck-Quick Step | 22 point         |                  |
| 5.               | Nairo Quintana        | Arkéa-Samsic          | 16 point         |                  |
| 6.               | Michael Matthews      | Team Sunweb           | 16 point         |                  |
| 7.               | Søren Kragh Andersen  | Team Sunweb           | 15 point         |                  |
| 8.               | Vincenzo Nibali       | Trek-Segafredo        | 15 point         |                  |
| 9.               | Andrea Pasqualon      | Circus-Wanty Gobert   | 14 point         |                  |
| 10.              | Thibaut Pinot         | Groupama-FDJ          | 13 point         |                  |

| Pointkonkurrence | Pointkonkurrence      | Pointkonkurrence      | Pointkonkurrence | Pointkonkurrence |
| Rytter           | Rytter                | Hold                  | Point            |                  |
| ---------------- | --------------------- | --------------------- | ---------------- | ---------------- |
| 1.               | Tiesj Benoot          | Team Sunweb           | 43 point         |                  |
| 2.               | Maximilian Schachmann | Bora-Hansgrohe        | 38 point         |                  |
| 3.               | Sergio Higuita        | EF Pro Cycling        | 28 point         |                  |
| 4.               | Julian Alaphilippe    | Deceuninck-Quick Step | 22 point         |                  |
| 5.               | Nairo Quintana        | Arkéa-Samsic          | 16 point         |                  |
| 6.               | Michael Matthews      | Team Sunweb           | 16 point         |                  |
| 7.               | Søren Kragh Andersen  | Team Sunweb           | 15 point         |                  |
| 8.               | Vincenzo Nibali       | Trek-Segafredo        | 15 point         |                  |
| 9.               | Andrea Pasqualon      | Circus-Wanty Gobert   | 14 point         |                  |
| 10.              | Thibaut Pinot         | Groupama-FDJ          | 13 point         |                  |

| Bjergkonkurrence | Bjergkonkurrence     | Bjergkonkurrence         | Bjergkonkurrence | Bjergkonkurrence |
| Rytter           | Rytter               | Hold                     | Point            |                  |
| ---------------- | -------------------- | ------------------------ | ---------------- | ---------------- |
| 1.               | Nicolas Edet         | Cofidis                  | 53 point         |                  |
| 2.               | Tiesj Benoot         | Team Sunweb              | 19 point         |                  |
| 3.               | Thomas De Gendt      | Lotto-Soudal             | 18 point         |                  |
| 4.               | Julian Alaphilippe   | Deceuninck-Quick Step    | 16 point         |                  |
| 5.               | Anthony Perez        | Cofidis                  | 15 point         |                  |
| 6.               | Nairo Quintana       | Arkéa-Samsic             | 10 point         |                  |
| 7.               | Søren Kragh Andersen | Team Sunweb              | 8 point          |                  |
| 8.               | José Manuel Díaz     | Nippo-Delko One Provence | 7 point          |                  |
| 9.               | Vincenzo Nibali      | Trek-Segafredo           | 6 point          |                  |
| 10.              | Thibaut Pinot        | Groupama-FDJ             | 6 point          |                  |

| Bjergkonkurrence | Bjergkonkurrence     | Bjergkonkurrence         | Bjergkonkurrence | Bjergkonkurrence |
| Rytter           | Rytter               | Hold                     | Point            |                  |
| ---------------- | -------------------- | ------------------------ | ---------------- | ---------------- |
| 1.               | Nicolas Edet         | Cofidis                  | 53 point         |                  |
| 2.               | Tiesj Benoot         | Team Sunweb              | 19 point         |                  |
| 3.               | Thomas De Gendt      | Lotto-Soudal             | 18 point         |                  |
| 4.               | Julian Alaphilippe   | Deceuninck-Quick Step    | 16 point         |                  |
| 5.               | Anthony Perez        | Cofidis                  | 15 point         |                  |
| 6.               | Nairo Quintana       | Arkéa-Samsic             | 10 point         |                  |
| 7.               | Søren Kragh Andersen | Team Sunweb              | 8 point          |                  |
| 8.               | José Manuel Díaz     | Nippo-Delko One Provence | 7 point          |                  |
| 9.               | Vincenzo Nibali      | Trek-Segafredo           | 6 point          |                  |
| 10.              | Thibaut Pinot        | Groupama-FDJ             | 6 point          |                  |

| Ungdomskonkurrence | Ungdomskonkurrence     | Ungdomskonkurrence               | Ungdomskonkurrence | Ungdomskonkurrence |
| Rytter             | Rytter                 | Hold                             | Tid                |                    |
| ------------------ | ---------------------- | -------------------------------- | ------------------ | ------------------ |
| 1.                 | Sergio Higuita         | EF Pro Cycling                   | 27t 15' 22"        |                    |
| 2.                 | Aurélien Paret-Peintre | AG2R La Mondiale                 | + 15' 28"          |                    |
| 3.                 | Kasper Asgreen         | Deceuninck-Quick Step            | + 25' 57"          |                    |
| 4.                 | Cees Bol               | Team Sunweb                      | + 31' 02"          |                    |
| 5.                 | Connor Swift           | Arkéa-Samsic                     | + 38' 48"          |                    |
| 6.                 | José Manuel Díaz       | Nippo-Delko One Provence         | + 39' 14"          |                    |
| 7.                 | Chris Hamilton         | Team Sunweb                      | + 43' 02"          |                    |
| 8.                 | Piet Allegaert         | Cofidis                          | + 50' 56"          |                    |
| 9.                 | Cyril Barthe           | B&B Hotels-Vital Concept p/b KTM | + 54' 24"          |                    |

| Ungdomskonkurrence | Ungdomskonkurrence     | Ungdomskonkurrence               | Ungdomskonkurrence | Ungdomskonkurrence |
| Rytter             | Rytter                 | Hold                             | Tid                |                    |
| ------------------ | ---------------------- | -------------------------------- | ------------------ | ------------------ |
| 1.                 | Sergio Higuita         | EF Pro Cycling                   | 27t 15' 22"        |                    |
| 2.                 | Aurélien Paret-Peintre | AG2R La Mondiale                 | + 15' 28"          |                    |
| 3.                 | Kasper Asgreen         | Deceuninck-Quick Step            | + 25' 57"          |                    |
| 4.                 | Cees Bol               | Team Sunweb                      | + 31' 02"          |                    |
| 5.                 | Connor Swift           | Arkéa-Samsic                     | + 38' 48"          |                    |
| 6.                 | José Manuel Díaz       | Nippo-Delko One Provence         | + 39' 14"          |                    |
| 7.                 | Chris Hamilton         | Team Sunweb                      | + 43' 02"          |                    |
| 8.                 | Piet Allegaert         | Cofidis                          | + 50' 56"          |                    |
| 9.                 | Cyril Barthe           | B&B Hotels-Vital Concept p/b KTM | + 54' 24"          |                    |

### Holdkonkurrencen
| Holdkonkurrence | Holdkonkurrence       | Holdkonkurrence | Holdkonkurrence |
| Hold            | Hold                  | Tid             |                 |
| --------------- | --------------------- | --------------- | --------------- |
| 1.              | Team Sunweb           | 81t 52' 39"     |                 |
| 2.              | Groupama-FDJ          | + 3' 25"        |                 |
| 3.              | Trek-Segafredo        | + 9' 19"        |                 |
| 4.              | Lotto Soudal          | + 15' 31"       |                 |
| 5.              | EF Pro Cycling        | + 19' 17"       |                 |
| 6.              | Deceuninck-Quick Step | + 21' 06"       |                 |
| 7.              | Bora-Hansgrohe        | + 24' 38"       |                 |
| 8.              | Circus-Wanty Gobert   | + 30' 51"       |                 |
| 9.              | AG2R La Mondiale      | + 33' 41"       |                 |
| 10.             | Arkéa-Samsic          | + 43' 03"       |                 |

## Startliste
| Trek-Segafredo TFS | Trek-Segafredo TFS             | Trek-Segafredo TFS |
| ------------------ | ------------------------------ | ------------------ |
| Nr.                | Rytter                         | Placering          |
| 1                  | Richie Porte (AUS)             | 41.                |
| 2                  | Mads Pedersen (DEN) (landevej) | DNS-7              |
| 3                  | Kenny Elissonde (FRA)          | 35.                |
| 4                  | Alex Kirsch (LUX)              | DNS-7              |
| 5                  | Ryan Mullen (IRL)              | DNF-6              |
| 6                  | Vincenzo Nibali (ITA)          | 4.                 |
| 7                  | Jasper Stuyven (BEL)           | 13.                |
| 8                  | Edward Theuns (BEL)            | 53.                |

| Arkéa-Samsic ARK | Arkéa-Samsic ARK                | Arkéa-Samsic ARK |
| ---------------- | ------------------------------- | ---------------- |
| Nr.              | Rytter                          | Placering        |
| 11               | Nairo Quintana (COL)            | 6.               |
| 12               | Winner Anacona (COL)            | 32.              |
| 13               | Warren Barguil (FRA) (landevej) | DQ-1             |
| 14               | Nacer Bouhanni (FRA)            | DNS-7            |
| 15               | Daniel McLay (GBR)              | DNS-7            |
| 16               | Dayer Quintana (COL)            | 51.              |
| 17               | Diego Rosa (ITA)                | DNF-5            |
| 18               | Connor Swift (GBR)              | 43.              |

| Groupama-FDJ GFC | Groupama-FDJ GFC         | Groupama-FDJ GFC |
| ---------------- | ------------------------ | ---------------- |
| Nr.              | Rytter                   | Placering        |
| 21               | Thibaut Pinot (FRA)      | 5.               |
| 22               | Antoine Duchesne (CAN)   | 46.              |
| 23               | Stefan Küng (SUI)        | 29.              |
| 24               | Matthieu Ladagnous (FRA) | 39.              |
| 25               | Olivier Le Gac (FRA)     | 18.              |
| 26               | Tobias Ludvigsson (SWE)  | DNS-7            |
| 27               | Rudy Molard (FRA)        | 7.               |
| 28               | Marc Sarreau (FRA)       | DNS-7            |

| Bora-Hansgrohe BOH | Bora-Hansgrohe BOH                     | Bora-Hansgrohe BOH |
| ------------------ | -------------------------------------- | ------------------ |
| Nr.                | Rytter                                 | Placering          |
| 31                 | Peter Sagan (SVK)                      | DNS-7              |
| 32                 | Pascal Ackermann (GER)                 | DNF-5              |
| 33                 | Jempy Drucker (LUX)                    | DNF-6              |
| 34                 | Felix Großschartner (AUT)              | 9.                 |
| 35                 | Patrick Konrad (AUT)                   | 34.                |
| 36                 | Juraj Sagan (SVK) (landevej)           | DNS-7              |
| 37                 | Maximilian Schachmann (GER) (landevej) | 1.                 |
| 38                 | Michael Schwarzmann (GER)              | DNS-7              |

| Deceuninck-Quick Step DQT | Deceuninck-Quick Step DQT                   | Deceuninck-Quick Step DQT |
| ------------------------- | ------------------------------------------- | ------------------------- |
| Nr.                       | Rytter                                      | Placering                 |
| 41                        | Julian Alaphilippe (FRA)                    | 16.                       |
| 42                        | Kasper Asgreen (DEN)                        | 30.                       |
| 43                        | Sam Bennett (IRL) (landevej)                | DNS-4                     |
| 44                        | Tim Declercq (BEL)                          | 31.                       |
| 45                        | Bob Jungels (LUX) (landevej og enkeltstart) | 15.                       |
| 46                        | Yves Lampaert (BEL)                         | DNS-7                     |
| 47                        | Michael Mørkøv (DEN) (landevej)             | 52.                       |
| 48                        | Zdeněk Štybar (CZE)                         | 20.                       |

| AG2R La Mondiale ALM | AG2R La Mondiale ALM         | AG2R La Mondiale ALM |
| -------------------- | ---------------------------- | -------------------- |
| Nr.                  | Rytter                       | Placering            |
| 51                   | Romain Bardet (FRA)          | 19.                  |
| 52                   | Mikaël Cherel (FRA)          | 28.                  |
| 53                   | Benoît Cosnefroy (FRA)       | DNS-7                |
| 54                   | Alexis Gougeard (FRA)        | DNS-7                |
| 55                   | Pierre Latour (FRA)          | DNS-7                |
| 56                   | Oliver Naesen (BEL)          | DNF-5                |
| 57                   | Aurélien Paret-Peintre (FRA) | 21.                  |
| 58                   | Nans Peters (FRA)            | DNS-7                |

| Lotto-Soudal LTS | Lotto-Soudal LTS       | Lotto-Soudal LTS |
| ---------------- | ---------------------- | ---------------- |
| Nr.              | Rytter                 | Placering        |
| 61               | Philippe Gilbert (BEL) | 14.              |
| 62               | Sander Armée (BEL)     | 60.              |
| 63               | Jasper De Buyst (BEL)  | DNS-6            |
| 64               | Thomas De Gendt (BEL)  | 25.              |
| 65               | John Degenkolb (GER)   | 17.              |
| 66               | Caleb Ewan (AUS)       | DNS-6            |
| 67               | Frederik Frison (BEL)  | DNS-7            |
| 68               | Roger Kluge (GER)      | DNS-7            |

| Cofidis COF | Cofidis COF                   | Cofidis COF |
| ----------- | ----------------------------- | ----------- |
| Nr.         | Rytter                        | Placering   |
| 71          | Elia Viviani (ITA) (landevej) | DNS-6       |
| 72          | Piet Allegaert (BEL)          | 54.         |
| 73          | Nicolas Edet (FRA)            | 48.         |
| 74          | Cyril Lemoine (FRA)           | DNS-7       |
| 75          | Guillaume Martin (FRA)        | 12.         |
| 76          | Anthony Perez (FRA)           | 56.         |
| 77          | Damien Touzé (FRA)            | DNS-7       |
| 78          | Julien Vermote (BEL)          | 42.         |

| Bahrain McLaren TBM | Bahrain McLaren TBM          | Bahrain McLaren TBM |
| ------------------- | ---------------------------- | ------------------- |
| Nr.                 | Rytter                       | Placering           |
| 81                  | Dylan Teuns (BEL)            | DNS-6               |
| 82                  | Pello Bilbao (ESP)           | DNS-6               |
| 83                  | Damiano Caruso (ITA)         | DNS-6               |
| 84                  | Iván García Cortina (ESP)    | DNS-6               |
| 85                  | Heinrich Haussler (AUS)      | DNS-6               |
| 86                  | Domen Novak (SLO) (landevej) | DNS-6               |
| 87                  | Hermann Pernsteiner (AUT)    | DNS-6               |
| 88                  | Jan Tratnik (SLO)            | DNS-6               |

| Team Sunweb SUN | Team Sunweb SUN            | Team Sunweb SUN |
| --------------- | -------------------------- | --------------- |
| Nr.             | Rytter                     | Placering       |
| 91              | Michael Matthews (AUS)     | 26.             |
| 92              | Nikias Arndt (GER)         | 23.             |
| 93              | Tiesj Benoot (BEL)         | 2.              |
| 94              | Cees Bol (NED)             | 38.             |
| 95              | Nico Denz (GER)            | 61.             |
| 96              | Nils Eekhoff (NED)         | DNF-6           |
| 97              | Chris Hamilton (AUS)       | 50.             |
| 98              | Søren Kragh Andersen (DEN) | 10.             |

| EF Pro Cycling EF1 | EF Pro Cycling EF1              | EF Pro Cycling EF1 |
| ------------------ | ------------------------------- | ------------------ |
| Nr.                | Rytter                          | Placering          |
| 101                | Sergio Higuita (COL) (landevej) | 3.                 |
| 102                | Alberto Bettiol (ITA)           | 44.                |
| 103                | Lawson Craddock (USA)           | DNF-5              |
| 104                | Tanel Kangert (EST)             | 8.                 |
| 105                | Thomas Scully (NZL)             | DNS-7              |
| 106                | Tejay van Garderen (USA)        | DNF-5              |
| 107                | Sep Vanmarcke (BEL)             | DNS-7              |
| 108                | Michael Woods (CAN)             | DNF-5              |

| Total Direct Énergie TDE | Total Direct Énergie TDE | Total Direct Énergie TDE |
| ------------------------ | ------------------------ | ------------------------ |
| Nr.                      | Rytter                   | Placering                |
| 111                      | Lilian Calmejane (FRA)   | DNS-7                    |
| 112                      | Niccolò Bonifazio (ITA)  | DNF-6                    |
| 113                      | Jonathan Hivert (FRA)    | DNS-7                    |
| 114                      | Adrien Petit (FRA)       | DNS-7                    |
| 115                      | Julien Simon (FRA)       | DNF-6                    |
| 116                      | Niki Terpstra (NED)      | 58.                      |
| 117                      | Anthony Turgis (FRA)     | DNS-7                    |
| 118                      | Dries Van Gestel (BEL)   | 59.                      |

| NTT Pro Cycling NTT | NTT Pro Cycling NTT      | NTT Pro Cycling NTT |
| ------------------- | ------------------------ | ------------------- |
| Nr.                 | Rytter                   | Placering           |
| 121                 | Giacomo Nizzolo (ITA)    | DNF-6               |
| 122                 | Victor Campenaerts (BEL) | DNS-7               |
| 123                 | Ryan Gibbons (RSA)       | 47.                 |
| 124                 | Michael Gogl (AUT)       | DNS-7               |
| 125                 | Michael Valgren (DEN)    | 27.                 |
| 126                 | Roman Kreuziger (CZE)    | 24.                 |
| 127                 | Ben O'Connor (AUS)       | DNS-7               |
| 128                 | Max Walscheid (GER)      | DNS-4               |

| Israel Start-Up Nation ISN | Israel Start-Up Nation ISN | Israel Start-Up Nation ISN |
| -------------------------- | -------------------------- | -------------------------- |
| Nr.                        | Rytter                     | Placering                  |
| 131                        | Nils Politt (GER)          | DNS-7                      |
| 132                        | Rudy Barbier (FRA)         | DNS-6                      |
| 133                        | Jenthe Biermans (BEL)      | DNS-7                      |
| 134                        | Guillaume Boivin (CAN)     | DNS-4                      |
| 135                        | Hugo Hofstetter (FRA)      | DNF-6                      |
| 136                        | Krists Neilands (LAT)      | DNS-6                      |
| 137                        | Mads Würtz Schmidt (DEN)   | DNF-6                      |
| 138                        | Tom Van Asbroeck (BEL)     | DNS-7                      |

| Nippo-Delko One Provence NDP | Nippo-Delko One Provence NDP | Nippo-Delko One Provence NDP |
| ---------------------------- | ---------------------------- | ---------------------------- |
| Nr.                          | Rytter                       | Placering                    |
| 141                          | Julien El Fares (FRA)        | DNF-5                        |
| 142                          | Pierre Barbier (FRA)         | HD-1                         |
| 143                          | Romain Combaud (FRA)         | 37.                          |
| 144                          | José Manuel Díaz (ESP)       | 45.                          |
| 145                          | Ramūnas Navardauskas (LTU)   | DNS-7                        |
| 146                          | Dušan Rajović (SRB)          | DNS-7                        |
| 147                          | Evaldas Šiškevicius (LTU)    | 49.                          |
| 148                          | Julien Trarieux (FRA)        | 55.                          |

| Circus-Wanty Gobert CWG | Circus-Wanty Gobert CWG    | Circus-Wanty Gobert CWG |
| ----------------------- | -------------------------- | ----------------------- |
| Nr.                     | Rytter                     | Placering               |
| 151                     | Xandro Meurisse (BEL)      | 22.                     |
| 152                     | Aimé De Gendt (BEL)        | DNS-7                   |
| 153                     | Tom Devriendt (BEL)        | DNF-6                   |
| 154                     | Fabien Doubey (FRA)        | 11.                     |
| 155                     | Andrea Pasqualon (ITA)     | 36.                     |
| 156                     | Boy van Poppel (NED)       | DNS-7                   |
| 157                     | Danny van Poppel (NED)     | DNF-1                   |
| 158                     | Pieter Vanspeybrouck (BEL) | DNS-7                   |

| B&B Hotels-Vital Concept p/b KTM BVC | B&B Hotels-Vital Concept p/b KTM BVC | B&B Hotels-Vital Concept p/b KTM BVC |
| ------------------------------------ | ------------------------------------ | ------------------------------------ |
| Nr.                                  | Rytter                               | Placering                            |
| 161                                  | Bryan Coquard (FRA)                  | DNS-7                                |
| 162                                  | Frederik Backaert (BEL)              | DNF-5                                |
| 163                                  | Cyril Barthe (FRA)                   | 57.                                  |
| 164                                  | Jens Debusschere (BEL)               | DNS-7                                |
| 165                                  | Cyril Gautier (FRA)                  | DNF-6                                |
| 166                                  | Quentin Pacher (FRA)                 | 40.                                  |
| 167                                  | Kévin Réza (FRA)                     | DNF-6                                |
| 168                                  | Sebastian Schönberger (AUT)          | 33.                                  |

| Trek-Segafredo TFS | Trek-Segafredo TFS             | Trek-Segafredo TFS |
| ------------------ | ------------------------------ | ------------------ |
| Nr.                | Rytter                         | Placering          |
| 1                  | Richie Porte (AUS)             | 41.                |
| 2                  | Mads Pedersen (DEN) (landevej) | DNS-7              |
| 3                  | Kenny Elissonde (FRA)          | 35.                |
| 4                  | Alex Kirsch (LUX)              | DNS-7              |
| 5                  | Ryan Mullen (IRL)              | DNF-6              |
| 6                  | Vincenzo Nibali (ITA)          | 4.                 |
| 7                  | Jasper Stuyven (BEL)           | 13.                |
| 8                  | Edward Theuns (BEL)            | 53.                |

| Arkéa-Samsic ARK | Arkéa-Samsic ARK                | Arkéa-Samsic ARK |
| ---------------- | ------------------------------- | ---------------- |
| Nr.              | Rytter                          | Placering        |
| 11               | Nairo Quintana (COL)            | 6.               |
| 12               | Winner Anacona (COL)            | 32.              |
| 13               | Warren Barguil (FRA) (landevej) | DQ-1             |
| 14               | Nacer Bouhanni (FRA)            | DNS-7            |
| 15               | Daniel McLay (GBR)              | DNS-7            |
| 16               | Dayer Quintana (COL)            | 51.              |
| 17               | Diego Rosa (ITA)                | DNF-5            |
| 18               | Connor Swift (GBR)              | 43.              |

| Groupama-FDJ GFC | Groupama-FDJ GFC         | Groupama-FDJ GFC |
| ---------------- | ------------------------ | ---------------- |
| Nr.              | Rytter                   | Placering        |
| 21               | Thibaut Pinot (FRA)      | 5.               |
| 22               | Antoine Duchesne (CAN)   | 46.              |
| 23               | Stefan Küng (SUI)        | 29.              |
| 24               | Matthieu Ladagnous (FRA) | 39.              |
| 25               | Olivier Le Gac (FRA)     | 18.              |
| 26               | Tobias Ludvigsson (SWE)  | DNS-7            |
| 27               | Rudy Molard (FRA)        | 7.               |
| 28               | Marc Sarreau (FRA)       | DNS-7            |

| Bora-Hansgrohe BOH | Bora-Hansgrohe BOH                     | Bora-Hansgrohe BOH |
| ------------------ | -------------------------------------- | ------------------ |
| Nr.                | Rytter                                 | Placering          |
| 31                 | Peter Sagan (SVK)                      | DNS-7              |
| 32                 | Pascal Ackermann (GER)                 | DNF-5              |
| 33                 | Jempy Drucker (LUX)                    | DNF-6              |
| 34                 | Felix Großschartner (AUT)              | 9.                 |
| 35                 | Patrick Konrad (AUT)                   | 34.                |
| 36                 | Juraj Sagan (SVK) (landevej)           | DNS-7              |
| 37                 | Maximilian Schachmann (GER) (landevej) | 1.                 |
| 38                 | Michael Schwarzmann (GER)              | DNS-7              |

| Deceuninck-Quick Step DQT | Deceuninck-Quick Step DQT                   | Deceuninck-Quick Step DQT |
| ------------------------- | ------------------------------------------- | ------------------------- |
| Nr.                       | Rytter                                      | Placering                 |
| 41                        | Julian Alaphilippe (FRA)                    | 16.                       |
| 42                        | Kasper Asgreen (DEN)                        | 30.                       |
| 43                        | Sam Bennett (IRL) (landevej)                | DNS-4                     |
| 44                        | Tim Declercq (BEL)                          | 31.                       |
| 45                        | Bob Jungels (LUX) (landevej og enkeltstart) | 15.                       |
| 46                        | Yves Lampaert (BEL)                         | DNS-7                     |
| 47                        | Michael Mørkøv (DEN) (landevej)             | 52.                       |
| 48                        | Zdeněk Štybar (CZE)                         | 20.                       |

| AG2R La Mondiale ALM | AG2R La Mondiale ALM         | AG2R La Mondiale ALM |
| -------------------- | ---------------------------- | -------------------- |
| Nr.                  | Rytter                       | Placering            |
| 51                   | Romain Bardet (FRA)          | 19.                  |
| 52                   | Mikaël Cherel (FRA)          | 28.                  |
| 53                   | Benoît Cosnefroy (FRA)       | DNS-7                |
| 54                   | Alexis Gougeard (FRA)        | DNS-7                |
| 55                   | Pierre Latour (FRA)          | DNS-7                |
| 56                   | Oliver Naesen (BEL)          | DNF-5                |
| 57                   | Aurélien Paret-Peintre (FRA) | 21.                  |
| 58                   | Nans Peters (FRA)            | DNS-7                |

| Lotto-Soudal LTS | Lotto-Soudal LTS       | Lotto-Soudal LTS |
| ---------------- | ---------------------- | ---------------- |
| Nr.              | Rytter                 | Placering        |
| 61               | Philippe Gilbert (BEL) | 14.              |
| 62               | Sander Armée (BEL)     | 60.              |
| 63               | Jasper De Buyst (BEL)  | DNS-6            |
| 64               | Thomas De Gendt (BEL)  | 25.              |
| 65               | John Degenkolb (GER)   | 17.              |
| 66               | Caleb Ewan (AUS)       | DNS-6            |
| 67               | Frederik Frison (BEL)  | DNS-7            |
| 68               | Roger Kluge (GER)      | DNS-7            |

| Cofidis COF | Cofidis COF                   | Cofidis COF |
| ----------- | ----------------------------- | ----------- |
| Nr.         | Rytter                        | Placering   |
| 71          | Elia Viviani (ITA) (landevej) | DNS-6       |
| 72          | Piet Allegaert (BEL)          | 54.         |
| 73          | Nicolas Edet (FRA)            | 48.         |
| 74          | Cyril Lemoine (FRA)           | DNS-7       |
| 75          | Guillaume Martin (FRA)        | 12.         |
| 76          | Anthony Perez (FRA)           | 56.         |
| 77          | Damien Touzé (FRA)            | DNS-7       |
| 78          | Julien Vermote (BEL)          | 42.         |

| Bahrain McLaren TBM | Bahrain McLaren TBM          | Bahrain McLaren TBM |
| ------------------- | ---------------------------- | ------------------- |
| Nr.                 | Rytter                       | Placering           |
| 81                  | Dylan Teuns (BEL)            | DNS-6               |
| 82                  | Pello Bilbao (ESP)           | DNS-6               |
| 83                  | Damiano Caruso (ITA)         | DNS-6               |
| 84                  | Iván García Cortina (ESP)    | DNS-6               |
| 85                  | Heinrich Haussler (AUS)      | DNS-6               |
| 86                  | Domen Novak (SLO) (landevej) | DNS-6               |
| 87                  | Hermann Pernsteiner (AUT)    | DNS-6               |
| 88                  | Jan Tratnik (SLO)            | DNS-6               |

| Team Sunweb SUN | Team Sunweb SUN            | Team Sunweb SUN |
| --------------- | -------------------------- | --------------- |
| Nr.             | Rytter                     | Placering       |
| 91              | Michael Matthews (AUS)     | 26.             |
| 92              | Nikias Arndt (GER)         | 23.             |
| 93              | Tiesj Benoot (BEL)         | 2.              |
| 94              | Cees Bol (NED)             | 38.             |
| 95              | Nico Denz (GER)            | 61.             |
| 96              | Nils Eekhoff (NED)         | DNF-6           |
| 97              | Chris Hamilton (AUS)       | 50.             |
| 98              | Søren Kragh Andersen (DEN) | 10.             |

| EF Pro Cycling EF1 | EF Pro Cycling EF1              | EF Pro Cycling EF1 |
| ------------------ | ------------------------------- | ------------------ |
| Nr.                | Rytter                          | Placering          |
| 101                | Sergio Higuita (COL) (landevej) | 3.                 |
| 102                | Alberto Bettiol (ITA)           | 44.                |
| 103                | Lawson Craddock (USA)           | DNF-5              |
| 104                | Tanel Kangert (EST)             | 8.                 |
| 105                | Thomas Scully (NZL)             | DNS-7              |
| 106                | Tejay van Garderen (USA)        | DNF-5              |
| 107                | Sep Vanmarcke (BEL)             | DNS-7              |
| 108                | Michael Woods (CAN)             | DNF-5              |

| Total Direct Énergie TDE | Total Direct Énergie TDE | Total Direct Énergie TDE |
| ------------------------ | ------------------------ | ------------------------ |
| Nr.                      | Rytter                   | Placering                |
| 111                      | Lilian Calmejane (FRA)   | DNS-7                    |
| 112                      | Niccolò Bonifazio (ITA)  | DNF-6                    |
| 113                      | Jonathan Hivert (FRA)    | DNS-7                    |
| 114                      | Adrien Petit (FRA)       | DNS-7                    |
| 115                      | Julien Simon (FRA)       | DNF-6                    |
| 116                      | Niki Terpstra (NED)      | 58.                      |
| 117                      | Anthony Turgis (FRA)     | DNS-7                    |
| 118                      | Dries Van Gestel (BEL)   | 59.                      |

| NTT Pro Cycling NTT | NTT Pro Cycling NTT      | NTT Pro Cycling NTT |
| ------------------- | ------------------------ | ------------------- |
| Nr.                 | Rytter                   | Placering           |
| 121                 | Giacomo Nizzolo (ITA)    | DNF-6               |
| 122                 | Victor Campenaerts (BEL) | DNS-7               |
| 123                 | Ryan Gibbons (RSA)       | 47.                 |
| 124                 | Michael Gogl (AUT)       | DNS-7               |
| 125                 | Michael Valgren (DEN)    | 27.                 |
| 126                 | Roman Kreuziger (CZE)    | 24.                 |
| 127                 | Ben O'Connor (AUS)       | DNS-7               |
| 128                 | Max Walscheid (GER)      | DNS-4               |

| Israel Start-Up Nation ISN | Israel Start-Up Nation ISN | Israel Start-Up Nation ISN |
| -------------------------- | -------------------------- | -------------------------- |
| Nr.                        | Rytter                     | Placering                  |
| 131                        | Nils Politt (GER)          | DNS-7                      |
| 132                        | Rudy Barbier (FRA)         | DNS-6                      |
| 133                        | Jenthe Biermans (BEL)      | DNS-7                      |
| 134                        | Guillaume Boivin (CAN)     | DNS-4                      |
| 135                        | Hugo Hofstetter (FRA)      | DNF-6                      |
| 136                        | Krists Neilands (LAT)      | DNS-6                      |
| 137                        | Mads Würtz Schmidt (DEN)   | DNF-6                      |
| 138                        | Tom Van Asbroeck (BEL)     | DNS-7                      |

| Nippo-Delko One Provence NDP | Nippo-Delko One Provence NDP | Nippo-Delko One Provence NDP |
| ---------------------------- | ---------------------------- | ---------------------------- |
| Nr.                          | Rytter                       | Placering                    |
| 141                          | Julien El Fares (FRA)        | DNF-5                        |
| 142                          | Pierre Barbier (FRA)         | HD-1                         |
| 143                          | Romain Combaud (FRA)         | 37.                          |
| 144                          | José Manuel Díaz (ESP)       | 45.                          |
| 145                          | Ramūnas Navardauskas (LTU)   | DNS-7                        |
| 146                          | Dušan Rajović (SRB)          | DNS-7                        |
| 147                          | Evaldas Šiškevicius (LTU)    | 49.                          |
| 148                          | Julien Trarieux (FRA)        | 55.                          |

| Circus-Wanty Gobert CWG | Circus-Wanty Gobert CWG    | Circus-Wanty Gobert CWG |
| ----------------------- | -------------------------- | ----------------------- |
| Nr.                     | Rytter                     | Placering               |
| 151                     | Xandro Meurisse (BEL)      | 22.                     |
| 152                     | Aimé De Gendt (BEL)        | DNS-7                   |
| 153                     | Tom Devriendt (BEL)        | DNF-6                   |
| 154                     | Fabien Doubey (FRA)        | 11.                     |
| 155                     | Andrea Pasqualon (ITA)     | 36.                     |
| 156                     | Boy van Poppel (NED)       | DNS-7                   |
| 157                     | Danny van Poppel (NED)     | DNF-1                   |
| 158                     | Pieter Vanspeybrouck (BEL) | DNS-7                   |

| B&B Hotels-Vital Concept p/b KTM BVC | B&B Hotels-Vital Concept p/b KTM BVC | B&B Hotels-Vital Concept p/b KTM BVC |
| ------------------------------------ | ------------------------------------ | ------------------------------------ |
| Nr.                                  | Rytter                               | Placering                            |
| 161                                  | Bryan Coquard (FRA)                  | DNS-7                                |
| 162                                  | Frederik Backaert (BEL)              | DNF-5                                |
| 163                                  | Cyril Barthe (FRA)                   | 57.                                  |
| 164                                  | Jens Debusschere (BEL)               | DNS-7                                |
| 165                                  | Cyril Gautier (FRA)                  | DNF-6                                |
| 166                                  | Quentin Pacher (FRA)                 | 40.                                  |
| 167                                  | Kévin Réza (FRA)                     | DNF-6                                |
| 168                                  | Sebastian Schönberger (AUT)          | 33.                                  |